# Jaintia Hills (huyện)
Huyện Jaintia Hills là một huyện thuộc bang Meghalaya, Ấn Độ. Thủ phủ huyện Jaintia Hills đóng ở Jowal. Huyện Jaintia Hills có diện tích 3819 ki lô mét vuông. Đến thời điểm năm 2001, huyện Jaintia Hills có dân số 295692 người.